# Rini Dobber
Catharina Clasina Dobber, detta Rini (Amsterdam, 1º gennaio 1943), è una nuotatrice olandese.
Specializzata nel dorso, ha partecipato ai Giochi di Roma 1960, gareggiando nei 100m dorso.